# Chichen Itza International Airport
Chichen Itza International Airport är en flygplats i Mexiko.   Den ligger i kommunen Kaua och delstaten Yucatán, i den östra delen av landet, 1 100 km öster om huvudstaden Mexico City. Chichen Itza International Airport ligger 31 meter över havet.
Terrängen runt Chichen Itza International Airport är mycket platt. Runt Chichen Itza International Airport är det glesbefolkat, med 12 invånare per kvadratkilometer. Närmaste större samhälle är Chichén-Itzá, 12,8 km väster om Chichen Itza International Airport. I omgivningarna runt Chichen Itza International Airport växer i huvudsak städsegrön lövskog.